# Faucigny (provincia)

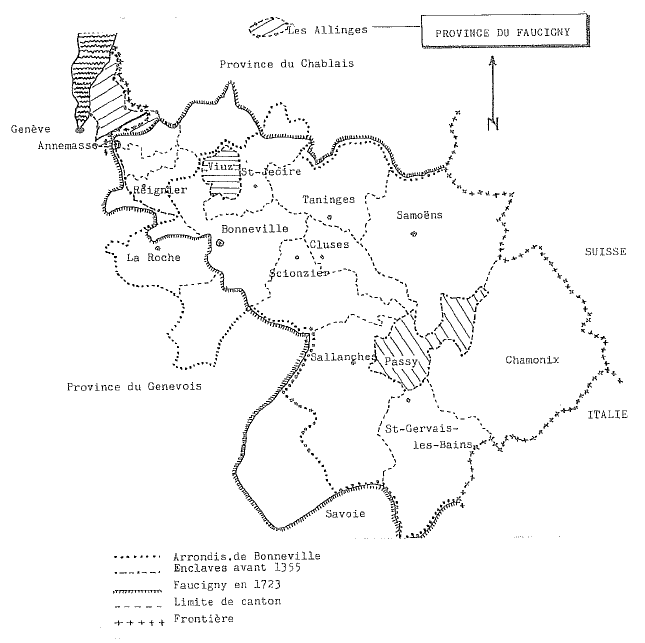
Mapa de Faucigny.

Blasón de Sieurs de Faucigny y de la provincia de Faucigny.

El Faucigny es una antigua provincia de Francia, y una de las que conformaban el Ducado de Saboya. Corresponde aproximadamente al actual Distrito de Bonneville, alrededor de su capital, Bonneville. Es atravesado por los valles del río Arve y del río Giffre. Sus habitantes son las faucigneranes y los faucignerans.
- Datos: Q1398360